# Cemitério Judaico de Baden-Baden

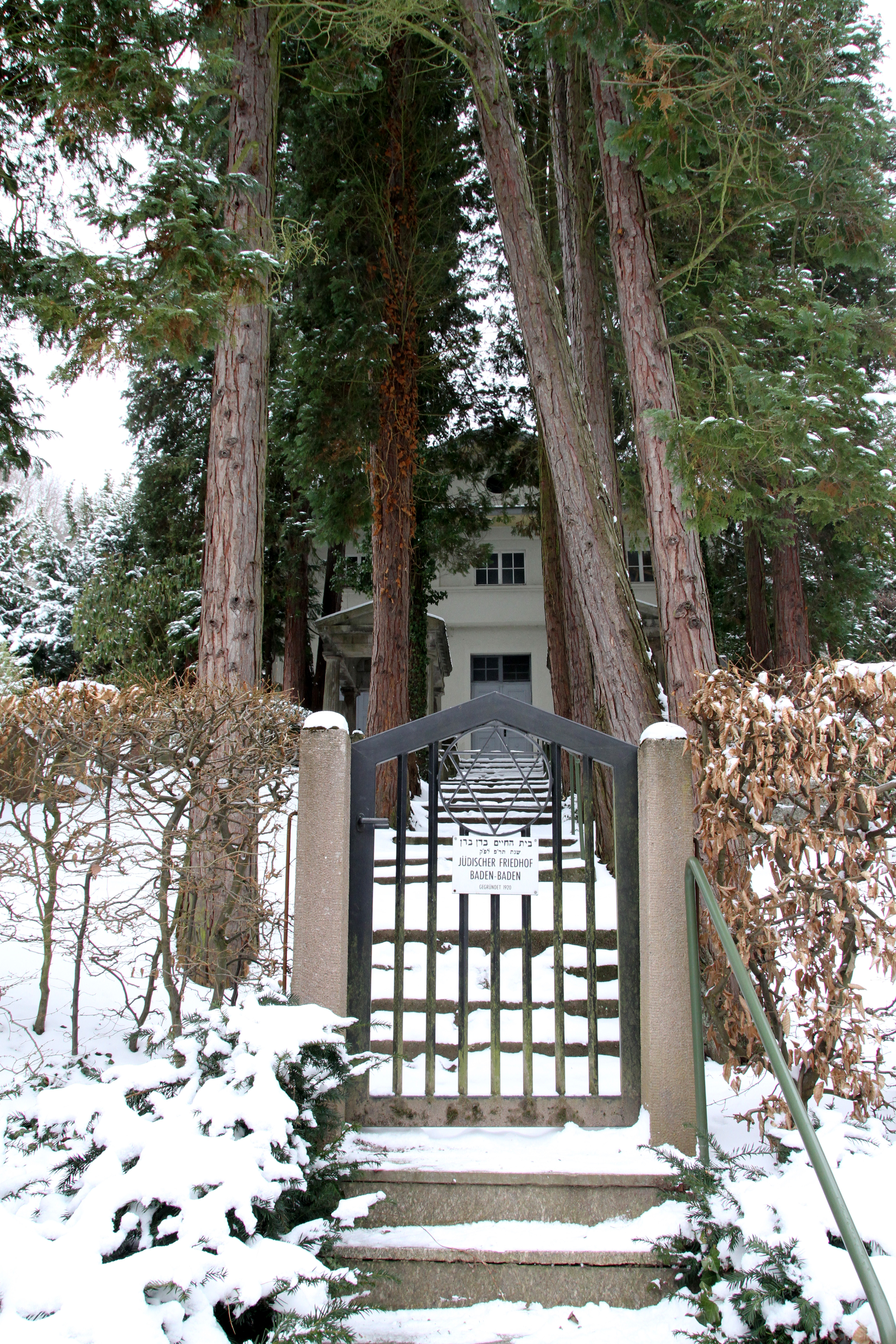
Entrada do cemitério

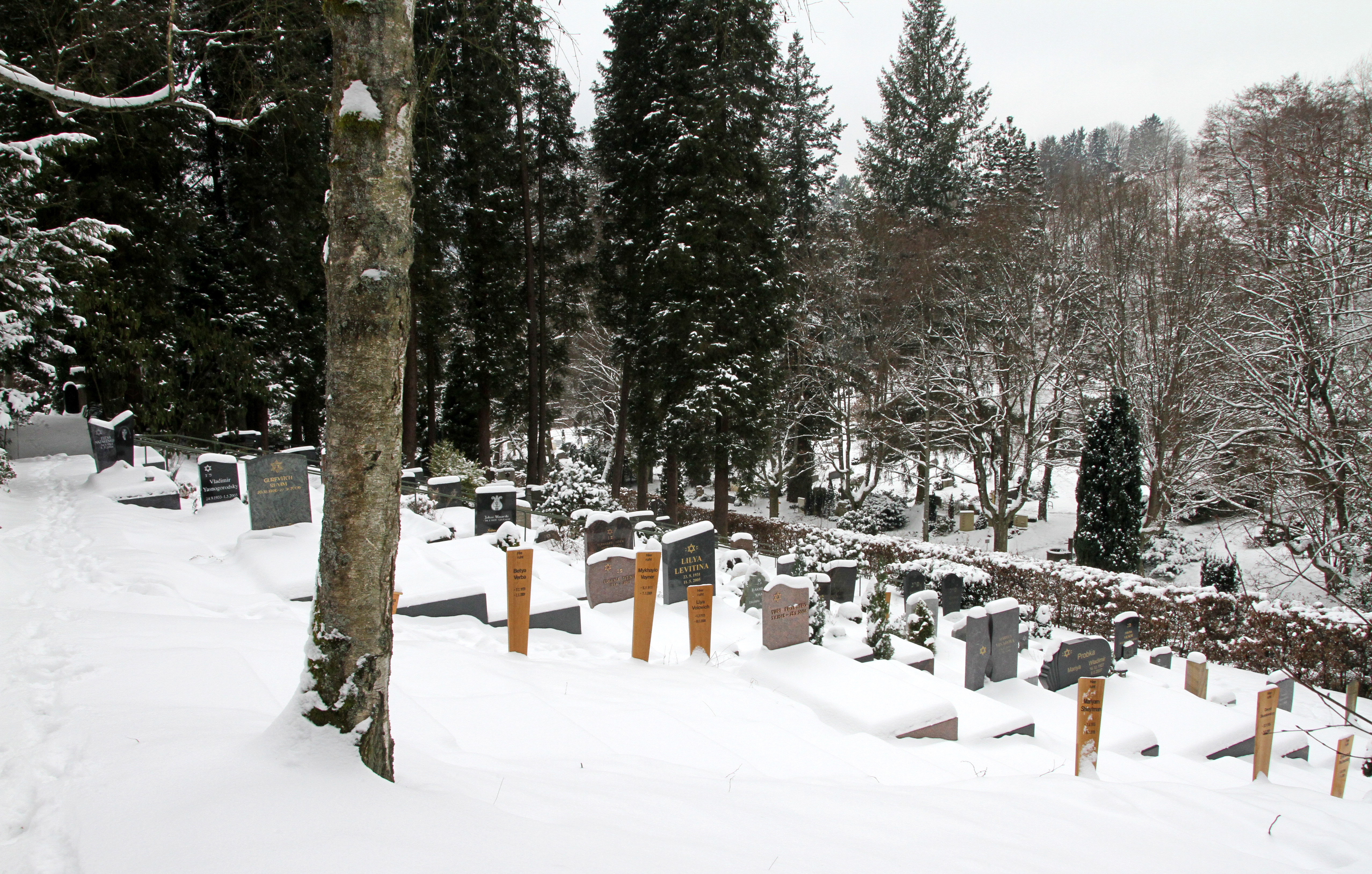
Vista do cemitério

O Cemitério Judaico de Baden-Baden (em alemão:  Jüdischer Friedhof Baden-Baden) é um cemitério judaico em Baden-Baden, uma cidade no leste de Baden-Württemberg, Alemanha. O cemitério está localizado na Eckbergstraße e faz parte do cemitério municipal.